# Clamp-loader
En clamp loader (replikationsfaktor c hos eukaryoter eller gammakomplex hos prokaryoter) är ett proteinkomplex bestående av fem subenheter nödvändig för DNA-replikationen. Den laddar PCNA på DNA:t genom att binda till 3'-änden och utnyttja ATP-hydrolys för att öppna den munkformade PCNA så att den kan sluta runt DNA. 